# Евтеева, Мария Анатольевна
Мария Анатольевна Евтеева (род. 3 августа 1998, Минусинск, Красноярский край) — российская волейболистка, связующая.

## Биография
Начала заниматься волейболом в 11-летнем возрасте в минусинской ДЮСШ. 1-й тренер — Л. В. Долматова. В 2011 году принята УОР города Дивногорска, где продолжила занятия волейболом у тренера Е. Г. Бабошиной. С 2015 по 2018 выступала за фарм-команду ВК «Енисей» в Молодёжной лиге. С 2016 года параллельно играла за основную команду клуба в суперлиге чемпионата России, с которой в 2017 выиграла «бронзу» чемпионата России, а в 2018 — «серебро» Кубка России. 
В 2020 году Евтеева перешла в волгодонский «Импульс», но в октябре того же года клуб прекратил существование и в карьере спортсменки образовалась пауза. С 2021 в течение двух сезонов выступала за «Тюмень» в высшей лиге «А», а в 2023 вернулась в суперлигу, заключив контракт с новичком ведущего дивизиона чемпионата России — ВК «Атом-Курск». 

### Клубная карьера
- 2015—2018 —  «Енисей»-2 (Красноярск) — молодёжная лига;
- 2016—2020 —  «Енисей» (Красноярск) — суперлига;
- 2020 —  «Импульс» (Волгодонск);
- 2021—2023 —  «Тюмень» (Тюмень) — высшая лига «А»;
- 2023—2024 —  «Атом-Курск» (Курск) — суперлига;

## Достижения
- бронзовый призёр чемпионата России 2017.
- серебряный призёр розыгрыша Кубка России 2018.
- победитель (2016) и 3-кратный серебряный призёр (2018, 2019, 2021) розыгрышей Кубка Сибири и Дальнего Востока.